# Forres Park
Forres Park es una localidad de Trinidad y Tobago, que forma parte de la región de Couva-Tabaquite-Talparo.

## Geografía
La localidad abarca parte de la isla Trinidad y limita al norte con Indian Trail y Tortuga, al sur con Hermitage, al este con Tortuga, Bonne Aventure y Caratal y al oeste con Macaulay.

## Demografía
Datos demográficos de la localidad de Forres Park:
| Gráfica de evolución demográfica de Forres Park entre 2000 y 2011 |
|                                                                   |